# EN 16247
Die EN 16247 ist eine europäische Norm, die Anforderungen an Energieaudits festlegt. Teil 1 „Allgemeine Anforderungen“ wurde im Juni 2012 veröffentlicht, im Oktober 2012 auch als DIN-Norm DIN EN 16247-1. Seit 2014 sind alle fünf Teile veröffentlicht:
- EN 16247 – Teil 1: Allgemeine Anforderungen
- EN 16247 – Teil 2: Gebäude
- EN 16247 – Teil 3: Prozesse
- EN 16247 – Teil 4: Transport
- EN 16247 – Teil 5: Kompetenz von Energieauditoren

In Deutschland ist die Durchführung eines Energieaudits nach DIN EN 16247-1 eine Möglichkeit für kleine und mittlere Unternehmen die Anforderungen des Gesetzes über Energiedienstleistungen und andere Energieeffizienzmaßnahmen, kurz Energiedienstleistungsgesetzes (EDL-G) zu erfüllen.

## Ziel der Norm
Die Durchführung eines Energieaudits, also einer systematischen Untersuchung des Energieeinsatzes und Energieverbrauchs von Organisationen, Anlagen, Gebäuden und Systemen ist eine wichtige Grundlage zur Verbesserung der Energieeffizienz und Verringerung des Energieverbrauchs von Organisationen, insbesondere in Gewerbe, Industrie oder Wohnungssektor. Die Norm legt Anforderungen an ein qualitativ gutes Energieaudit fest und soll damit für Klarheit und Transparenz im Markt für Energieauditdienstleistungen sorgen.

## EN 16247-1 (Allgemeine Anforderungen)
Die EN 16247-1 besteht aus 5 Abschnitten:
- 1 Anwendungsbereich
- 2 Normative Verweisungen
- 3 Begriffe
- 4 Qualitätsanforderungen
- 5 Elemente des Energieauditprozesses

### Qualitätsanforderungen
Dieser Abschnitt fordert unter anderem, dass Energieauditoren angemessen qualifiziert und erfahren sein, Informationen vertraulich behandeln und eventuelle Interessenkonflikte auf transparente Art und Weise offenlegen müssen. Das Energieaudit muss angemessen, vollständig und repräsentativ sein, eine Analyse der Wirtschaftlichkeit der Möglichkeiten zur Energieeinsparung beinhalten und die Ergebnisse müssen verifizierbar sein.

### Elemente des Energieauditprozesses
Ziele, Anforderungen, Anwendungsbereich und Grenzen des Energieaudits, Zeitraum seiner Durchführung und Anforderungen an die Daten, die vor Beginn des Audits zu sammeln sind, müssen vor dem Audit vereinbart werden. Das eigentliche Audit besteht aus einer Auftaktbesprechung, der Datenerfassung (historische Daten zum Energieverbrauch, vorherige Untersuchungen in Bezug auf Energie und Energieeffizienz, Energietarife etc.), einem Außeneinsatz (Begehung des zu prüfenden Objektes, um den Energieeinsatz zu evaluieren und Bereiche und Prozesse zu ermitteln, wo zusätzliche Daten benötigt werden), einer Analyse (unter anderem: Energieflüsse und Energiebilanz sowie den Energieverbrauch beeinflussende Faktoren ermitteln, geeignete Energiekennzahlen festlegen, mögliche Einsparungen und dazu notwendige Investitionen evaluieren) und der Erstellung eines Berichts. Dieser wird in einer Abschlussbesprechung übergeben und erläutert.

## EN 16247-2 (Gebäude)
Die EN 16247-2 umfasst spezifische Anforderungen, Methoden und Ergebnisse eines Energieaudits für Gebäude. Sie ist anwendbar auf alle Gebäude und Gruppen von Gebäuden ausgenommen private Wohnungen.
Sie umfasst zusätzliche Anforderungen, die für Energieaudits bezüglich Gebäuden zu beachten sind und ergänzt die allgemeinen Anforderungen an Energieaudits, die in DIN EN 16247-1 festgelegt sind.

## EN 16247-3 (Prozesse)
Dieser Teil der Europäischen Norm zu Energieaudits legt die Anforderungen, Methoden und Ergebnisse an ein Energieaudit fest, dass für industrielle Standorte durchgeführt wird. Sie gilt für Standorte, in denen der Energieverbrauch verursacht wird durch Prozesse, durch Betriebsmittel in Beziehung mit diesen Prozessen und durch Umstände, die für den Betrieb notwendig sind und in unmittelbarer Beziehung zum Prozess stehen.

## EN 16247-4 (Transport)
Dieser Teil umfasst zusätzliche Anforderungen, die für Energieaudits bezüglich Transport zu beachten sind und ergänzt die allgemeinen Anforderungen an Energieaudits.

## EN 16247-5 (Kompetenz von Energieauditoren)
Diese Norm kann genutzt werden, um Qualifikationsprogramme für Energieauditoren auf nationaler Ebene festzulegen. Die Norm berücksichtigt dabei auch, dass die für ein Energieaudit nach EN 16247-1 (gegebenenfalls ergänzt durch Teil 2, Teil 3 und/oder Teil 4) erforderliche Kompetenz entweder von einem Energieauditor oder einem Team von Energieauditoren abgedeckt werden kann.

## Abgrenzung von ISO 50001
Die Anforderungen der EN 16247 entsprechen in etwa denen der Planungsschritte der weltweit gültigen Norm ISO 50001 „Energiemanagementsysteme“, die darüber hinaus aber auch die weitere Umsetzung von Maßnahmen, deren Überprüfung und ggf. von Verbesserungsmaßnahmen fordert.